# Mount Baldwin
Mount Baldwin är ett berg i Antarktis. Det ligger i Östantarktis. Nya Zeeland gör anspråk på området. Toppen på Mount Baldwin är 2 099 meter över havet.
Terrängen runt Mount Baldwin är kuperad åt nordost, men åt sydväst är den platt. Trakten är obefolkad. Det finns inga samhällen i närheten.